# سلمونيات الشكل
سلمونيات الشكل (الاسم العلمي:Salmoniformes) هي رتبة من الأسماك تتبع فوق رتبة شوكيات الزعانف البدائية من طائفة شعاعيات الزعانف.

## التصنيف
- رتبة سلمونيات الشكل
  - رتيبة سلمونيات وأشباهها
    - فصيلة السلمونيات
      - أسرة السلموناوات